# Cantone di Verneuil-sur-Seine
Il Cantone di Verneuil-sur-Seine è una divisione amministrativa dell'Arrondissement di Saint-Germain-en-Laye.
È stato istituito a seguito della riforma dei cantoni del 2014, che è entrata in vigore con le elezioni dipartimentali del 2015.

## Composizione
Comprende i comuni di:
- Les Alluets-le-Roi
- Crespières
- Davron
- Feucherolles
- Médan
- Morainvilliers
- Noisy-le-Roi
- Orgeval
- Saint-Nom-la-Bretèche
- Triel-sur-Seine
- Verneuil-sur-Seine
- Vernouillet
- Villennes-sur-Seine